# TAMU Linux
TAMU Linux fue la primera distribución Linux que se distribuía con X Window System (GUI), en lugar de un sistema operativo basado únicamente en interfaz de texto. 
TAMU Linux fue desarrollado principalmente por Aggies (Dave Safford) de la Texas A&M University, por esto el nombre TAMU, en conjunto con el Texas A&M Unix & Linux Users Group, y se distribuía mediante disquetes.

## Historia
A finales de 1991, cuando Linux llegó por primera vez a la red, no había distribuciones propiamente dichas. Lo más parecido eran los disquetes Boot/Root de HJ Lu. Eran disquetes de 5,25" que podían utilizarse para poner en marcha un sistema GNU/Linux. Arrancabas desde el disco de arranque y, cuando se te pedía, insertabas el disco raíz. Al cabo de un rato, aparecía un símbolo del sistema. En aquellos días, si querías arrancar desde tu disco duro tenías que usar un editor hexadecimal en el registro de arranque maestro de tu disco. 

La primera fue del Manchester Computing Centre. Conocida como MCC Interim Linux, era una colección de disquetes que, una vez instalados, permitían tener un entorno Unix básico. 
Funcionaba sólo por línea de comandos, sin entorno gráfico de usuario, (sin X.

Poco después hubo una versión de la Universidad de Texas A&M llamada TAMU 1.0A. Esta fue la primera que te permitía ejecutar X, aunque el método que usaban para configurarlo ocasionalmente permitía que el humo mágico se escapara de tu monitor. Ambos fueron desarrollados para uso interno de sus universidades. También fueron liberados al mundo para que cualquiera pudiera utilizarlos.
Joseph J Klemmer, en lwn.net, 30 de junio de 2004

## Lista de versiones
Algunas versiones de TAMU Linux son:

### Construcciones de prueba - Beta
- Beta TAMU 1.0A[7]

- Incluye tanto *fuentes integradas* como conjuntos binarios.

- Beta TAMU 1.0
- TAMU.99p15
- TAMU.99p12+: A diferencia de las versiones anteriores, esta incluye conjuntos de código fuente y binarios integrados, con todo el conjunto binario creado a partir de un único código fuente de nivel superior.

- La versión es un paquete completo, que incluye XFree86-1.3, emacs-19.18, net-2, bootutils, y las fuentes de todos los programas de instalación (sin restricciones de uso).

### Versiones 1.x
- TAMU 1.0B
- TAMU1.0C
- TAMU 1.0D[10]

- Incluye tanto el código fuente *completo* como el binario.

### TAMU 1.0A (1.0 Beta) versus TAMU 10.D
|                            |                            | TAMU 1.0A (Beta) | TAMU 10.D |
| Conjunto binario           | Conjunto binario           | 1 imagen de arranque (boot) y 17 imágenes de disquete binarios de 3.25. | 1 imagen de arranque (boot) y 21 imágenes de disquete binarios de 3.25. |
| Conjunto fuente            | Conjunto fuente            | 1 image de arranque (boot) y 21 imágenes de disquetes binarios de 5.25 (17 y 42 respectivamente de 5.25). | 1 image de arranque (boot) y 26 imágenes de disquetes binarios de 5.25 (17 y 42 respectivamente de 5.25). |
|                            |                            | | |
| Requerimientos de hardware | Requerimientos de hardware | Los requerimientos de hardware de TAMU 1.0A (1.0 BETA) - Mínimo: CPU 80386, 4 MB o más de RAM y 60 MB de espacio en disco (base), 80 MB de espacio en disco (base + X11) - Recomendado: CPU 80486, 8 MB DE RAM y 80 MB de disco | Los requerimientos de hardware de TAMU 1.0D - Mínimo: CPU 80386, 4 MB o más de RAM y 60 MB de espacio en disco (base), 80 MB de espacio en disco (base + X11) - Recomendado: CPU 80486, 8 MB DE RAM y 100 MB de disco |
| Requerimientos de espacio  | Requerimientos de espacio  | Los requerimientos de TAMU Linux 1.0A (Beta) eran: - Una vez instalado, el conjunto binario necesita unos 80 MB de espacio en disco (esto incluye swap y carga del sistema de archivos). - Las fuentes ocupaban 200 MB adicionales y necesitaban otros 50 MB temporalmente durante la compilación. Los paquetes individuales de las fuentes se podían compilar de forma independiente, por lo que no se tenían que recuperar los 200 MB para modificar un programa. | Los requerimientos de TAMU Linux 1.0D eran: - Una vez instalado, el conjunto binario necesita unos 90 MB de espacio en disco (esto incluye swap y carga del sistema de archivos). - Las fuentes ocupaban 200 MB adicionales y necesitaban otros 50 MB temporalmente durante la compilación. Los paquetes individuales de las fuentes se podían compilar de forma independiente, por lo que no se tenían que recuperar los 200 MB para modificar un programa. |